# Eleições autárquicas portuguesas de 1979 no distrito de Beja
| Eleições autárquicas portuguesas de 1979 Distritos: Aveiro \| Beja \| Braga \| Bragança \| Castelo Branco \| Coimbra \| Évora \| Faro \| Guarda \| Leiria \| Lisboa \| Portalegre \| Porto \| Santarém \| Setúbal \| Viana do Castelo \| Vila Real \| Viseu \| Açores \| Madeira |

## Resultados por concelho
Os resultados nos concelhos do distrito de Beja foram os seguintes:

### Aljustrel
| Partido                 | Partido                   | Votos | %               | +/-   | Vereadores | +/-  |
| ----------------------- | ------------------------- | ----- | --------------- | ----- | ---------- | ---- |
|                         | Aliança Povo Unido        | 5 346 | 66,14 / 100,00  | 7,42  | 4 / 5      | 1    |
|                         | Partido Socialista        | 1 737 | 21,49 / 100,00  | 13,64 | 1 / 5      | 1    |
|                         | Aliança Democrática       | 721   | 8,92 / 100,00   | Novo  | 0 / 5      | Novo |
|                         | União Democrática Popular | 104   | 1,29 / 100,00   | -     | 0 / 5      | -    |
| Votos Inválidos         | Votos Inválidos           | 175   | 2,17 / 100,00   | 3,98  |            |      |
| Total                   | Total                     | 8 083 | 100,00 / 100,00 |       | 5 / 5      |      |
| Eleitorado/Participação | Eleitorado/Participação   | 9 726 | 83,11 / 100,00  | 6,15  |            |      |

### Almodôvar
| Partido                 | Partido                  | Votos | %               | +/-   | Vereadores | +/- |
| ----------------------- | ------------------------ | ----- | --------------- | ----- | ---------- | --- |
|                         | Partido Socialista       | 2 232 | 41,30 / 100,00  | 23,31 | 2 / 5      | 2   |
|                         | Partido Social Democrata | 1 718 | 31,79 / 100,00  | 16,55 | 2 / 5      | 1   |
|                         | Aliança Povo Unido       | 1 256 | 23,24 / 100,00  | 10,60 | 1 / 5      | 1   |
| Votos Inválidos         | Votos Inválidos          | 198   | 3,66 / 100,00   | 3,86  |            |     |
| Total                   | Total                    | 5 404 | 100,00 / 100,00 |       | 5 / 5      |     |
| Eleitorado/Participação | Eleitorado/Participação  | 7 746 | 69,77 / 100,00  | 14,35 |            |     |

### Alvito
| Partido                 | Partido                 | Votos | %               | +/-   | Vereadores | +/-  |
| ----------------------- | ----------------------- | ----- | --------------- | ----- | ---------- | ---- |
|                         | Aliança Povo Unido      | 955   | 49,74 / 100,00  | 6,13  | 3 / 5      | 1    |
|                         | Aliança Democrática     | 657   | 34,22 / 100,00  | Novo  | 2 / 5      | Novo |
|                         | Partido Socialista      | 257   | 13,39 / 100,00  | 35,60 | 0 / 5      | 3    |
| Votos Inválidos         | Votos Inválidos         | 51    | 2,65 / 100,00   | 4,74  |            |      |
| Total                   | Total                   | 1 920 | 100,00 / 100,00 |       | 5 / 5      |      |
| Eleitorado/Participação | Eleitorado/Participação | 2 268 | 84,66 / 100,00  | 11,05 |            |      |

### Barrancos
| Partido                 | Partido                 | Votos | %               | +/-   | Vereadores | +/-     |
| ----------------------- | ----------------------- | ----- | --------------- | ----- | ---------- | ------- |
|                         | Aliança Povo Unido      | 748   | 62,18 / 100,00  | 12,23 | 3 / 5      | Estável |
|                         | Partido Socialista      | 398   | 33,08 / 100,00  | 4,62  | 2 / 5      | Estável |
| Votos Inválidos         | Votos Inválidos         | 57    | 4,74 / 100,00   | 7,61  |            |         |
| Total                   | Total                   | 1 203 | 100,00 / 100,00 |       | 5 / 5      |         |
| Eleitorado/Participação | Eleitorado/Participação | 1 608 | 74,81 / 100,00  | 11,45 |            |         |

### Beja
| Partido                 | Partido                   | Votos  | %               | +/-   | Vereadores | +/-  |
| ----------------------- | ------------------------- | ------ | --------------- | ----- | ---------- | ---- |
|                         | Aliança Povo Unido        | 12 905 | 56,51 / 100,00  | 7,47  | 5 / 7      | 1    |
|                         | Partido Socialista        | 4 587  | 20,09 / 100,00  | 13,58 | 1 / 7      | 2    |
|                         | Aliança Democrática       | 4 266  | 18,68 / 100,00  | Novo  | 1 / 7      | Novo |
|                         | União Democrática Popular | 498    | 2,18 / 100,00   | -     | 0 / 7      | -    |
|                         | PCTP/MRPP                 | 104    | 0,46 / 100,00   | -     | 0 / 7      | -    |
| Votos Inválidos         | Votos Inválidos           | 477    | 2,09 / 100,00   | 3,56  |            |      |
| Total                   | Total                     | 22 837 | 100,00 / 100,00 |       | 7 / 7      |      |
| Eleitorado/Participação | Eleitorado/Participação   | 27 981 | 81,62 / 100,00  | 7,90  |            |      |

### Castro Verde
| Partido                 | Partido                   | Votos | %               | +/-   | Vereadores | +/- |
| ----------------------- | ------------------------- | ----- | --------------- | ----- | ---------- | --- |
|                         | Aliança Povo Unido        | 3 436 | 72,54 / 100,00  | 15,58 | 5 / 5      | 2   |
|                         | Partido Socialista        | 563   | 11,89 / 100,00  | 25,22 | 0 / 5      | 2   |
|                         | Partido Social Democrata  | 555   | 11,72 / 100,00  | -     | 0 / 5      | -   |
|                         | União Democrática Popular | 56    | 1,18 / 100,00   | -     | 0 / 5      | -   |
| Votos Inválidos         | Votos Inválidos           | 127   | 2,68 / 100,00   | 3,26  |            |     |
| Total                   | Total                     | 4 737 | 100,00 / 100,00 |       | 5 / 5      |     |
| Eleitorado/Participação | Eleitorado/Participação   | 5 738 | 82,55 / 100,00  | 17,14 |            |     |

### Cuba
| Partido                 | Partido                 | Votos | %               | +/-  | Vereadores | +/-     |
| ----------------------- | ----------------------- | ----- | --------------- | ---- | ---------- | ------- |
|                         | Aliança Povo Unido      | 2 490 | 64,14 / 100,00  | 8,29 | 3 / 5      | Estável |
|                         | Partido Socialista      | 1 277 | 32,90 / 100,00  | 3,61 | 2 / 5      | Estável |
| Votos Inválidos         | Votos Inválidos         | 115   | 2,96 / 100,00   | 4,68 |            |         |
| Total                   | Total                   | 3 882 | 100,00 / 100,00 |      | 5 / 5      |         |
| Eleitorado/Participação | Eleitorado/Participação | 4 569 | 84,96 / 100,00  | 6,37 |            |         |

### Ferreira do Alentejo
| Partido                 | Partido                 | Votos | %               | +/-   | Vereadores | +/-  |
| ----------------------- | ----------------------- | ----- | --------------- | ----- | ---------- | ---- |
|                         | Aliança Povo Unido      | 4 303 | 61,20 / 100,00  | 13,87 | 4 / 5      | 1    |
|                         | Partido Socialista      | 1 762 | 25,06 / 100,00  | 21,78 | 1 / 5      | 1    |
|                         | Aliança Democrática     | 815   | 11,59 / 100,00  | Novo  | 0 / 5      | Novo |
| Votos Inválidos         | Votos Inválidos         | 151   | 2,15 / 100,00   | 3,69  |            |      |
| Total                   | Total                   | 7 031 | 100,00 / 100,00 |       | 5 / 5      |      |
| Eleitorado/Participação | Eleitorado/Participação | 8 674 | 81,06 / 100,00  | 7,64  |            |      |

### Mértola
| Partido                 | Partido                 | Votos | %               | +/-   | Vereadores | +/-     |
| ----------------------- | ----------------------- | ----- | --------------- | ----- | ---------- | ------- |
|                         | Aliança Povo Unido      | 4 581 | 67,10 / 100,00  | 10,83 | 4 / 5      | Estável |
|                         | Partido Socialista      | 1 084 | 15,88 / 100,00  | 10,72 | 1 / 5      | Estável |
|                         | Aliança Democrática     | 990   | 14,50 / 100,00  | Novo  | 0 / 5      | Novo    |
| Votos Inválidos         | Votos Inválidos         | 172   | 2,52 / 100,00   | 5,52  |            |         |
| Total                   | Total                   | 6 827 | 100,00 / 100,00 |       | 5 / 5      |         |
| Eleitorado/Participação | Eleitorado/Participação | 9 402 | 72,61 / 100,00  | 11,33 |            |         |

### Moura
| Partido                 | Partido                 | Votos  | %               | +/-   | Vereadores | +/-  |
| ----------------------- | ----------------------- | ------ | --------------- | ----- | ---------- | ---- |
|                         | Aliança Povo Unido      | 5 652  | 52,85 / 100,00  | 9,55  | 4 / 7      | 1    |
|                         | Partido Socialista      | 3 530  | 33,01 / 100,00  | 13,66 | 3 / 7      | 1    |
|                         | Aliança Democrática     | 1 159  | 10,84 / 100,00  | Novo  | 0 / 7      | Novo |
| Votos Inválidos         | Votos Inválidos         | 354    | 3,31 / 100,00   | 3,02  |            |      |
| Total                   | Total                   | 10 695 | 100,00 / 100,00 |       | 7 / 7      |      |
| Eleitorado/Participação | Eleitorado/Participação | 15 129 | 70,69 / 100,00  | 4,45  |            |      |

### Odemira
| Partido                 | Partido                   | Votos  | %               | +/-   | Vereadores | +/-  |
| ----------------------- | ------------------------- | ------ | --------------- | ----- | ---------- | ---- |
|                         | Aliança Povo Unido        | 10 442 | 60,99 / 100,00  | 13,64 | 5 / 7      | 1    |
|                         | Aliança Democrática       | 3 596  | 21,00 / 100,00  | Novo  | 1 / 7      | Novo |
|                         | Partido Socialista        | 2 379  | 13,89 / 100,00  | 26,11 | 1 / 7      | 2    |
|                         | União Democrática Popular | 197    | 1,15 / 100,00   | -     | 0 / 7      | -    |
| Votos Inválidos         | Votos Inválidos           | 508    | 2,97 / 100,00   | 3,40  |            |      |
| Total                   | Total                     | 17 122 | 100,00 / 100,00 |       | 7 / 7      |      |
| Eleitorado/Participação | Eleitorado/Participação   | 23 412 | 73,13 / 100,00  | 13,07 |            |      |

### Ourique
| Partido                 | Partido                  | Votos | %               | +/-   | Vereadores | +/-     |
| ----------------------- | ------------------------ | ----- | --------------- | ----- | ---------- | ------- |
|                         | Partido Social Democrata | 2 254 | 47,13 / 100,00  | 0,45  | 3 / 5      | Estável |
|                         | Aliança Povo Unido       | 1 746 | 36,50 / 100,00  | 8,28  | 2 / 5      | 1       |
|                         | Partido Socialista       | 637   | 13,32 / 100,00  | 5,20  | 0 / 5      | 1       |
| Votos Inválidos         | Votos Inválidos          | 146   | 3,06 / 100,00   | 2,62  |            |         |
| Total                   | Total                    | 4 783 | 100,00 / 100,00 |       | 5 / 5      |         |
| Eleitorado/Participação | Eleitorado/Participação  | 6 409 | 74,63 / 100,00  | 17,74 |            |         |

### Serpa
| Partido                 | Partido                 | Votos  | %               | +/-   | Vereadores | +/-  |
| ----------------------- | ----------------------- | ------ | --------------- | ----- | ---------- | ---- |
|                         | Aliança Povo Unido      | 6 748  | 55,32 / 100,00  | 5,32  | 5 / 7      | 1    |
|                         | Partido Socialista      | 2 638  | 21,62 / 100,00  | 19,22 | 1 / 7      | 2    |
|                         | Aliança Democrática     | 2 525  | 20,70 / 100,00  | Novo  | 1 / 7      | Novo |
| Votos Inválidos         | Votos Inválidos         | 288    | 2,36 / 100,00   | 2,58  |            |      |
| Total                   | Total                   | 12 199 | 100,00 / 100,00 |       | 7 / 7      |      |
| Eleitorado/Participação | Eleitorado/Participação | 15 684 | 77,78 / 100,00  | 4,51  |            |      |

### Vidigueira
| Partido                 | Partido                 | Votos | %               | +/-   | Vereadores | +/-  |
| ----------------------- | ----------------------- | ----- | --------------- | ----- | ---------- | ---- |
|                         | Aliança Povo Unido      | 2 657 | 55,87 / 100,00  | 9,37  | 3 / 5      | 1    |
|                         | Partido Socialista      | 1 376 | 28,93 / 100,00  | 17,96 | 2 / 5      | 1    |
|                         | Aliança Democrática     | 598   | 12,57 / 100,00  | Novo  | 0 / 5      | Novo |
| Votos Inválidos         | Votos Inválidos         | 125   | 2,63 / 100,00   | 3,98  |            |      |
| Total                   | Total                   | 4 756 | 100,00 / 100,00 |       | 5 / 5      |      |
| Eleitorado/Participação | Eleitorado/Participação | 5 790 | 82,14 / 100,00  | 10,08 |            |      |